# Olita Rause
Olita Rause (Unió Soviètica, 21 de novembre de 1962) és una jugadora d'escacs letona que té els títols de Gran Mestre Femení des de 1993, de Mestre Internacional des de 1995, i de Gran Mestre Internacional d'Escacs per Correspondència des de 1999.
Rause es va graduar a la Universitat de Letònia amb un Màster en Filologia, i treballa com a editora a l'editorial Janis Roze a Riga. Estigué casada amb el GM Igors Rausis.

## Resultats destacats en competició
Rause és una de les millors jugadores mundials d'escacs per correspondència. Va guanyar la VI Copa del Món de la ICCF.
Rause fou subcampiona de Letònia femenina tres cops, els anys 1981 (la campiona fou Astra Goldmane), 1984 (la campiona fou Anda Šafranska), i 1994 (després de perdre el matx pel títol contra Anda Šafranska - 1½:2½).

### Participació en competicions per equips
El 1986, Rause va representar Letònia al Campionat Soviètic femení per equips, a Minsk, al segon tauler.
Rause també va participar, representant Letònia, a les olimpíades d'escacs:
- El 1994, al segon tauler a la 31a Olimpíada a Moscou (+4, -4, =3).